# Maximilian Ugrai
Maximilian Ellis Ugrai (Bad Mergentheim, 28 luglio 1995) è un cestista tedesco.

## Statistiche

### BBL regular season
| Saison  | Team     | GP | GS | MPG   | PPG  | 2P % | 3P % | FG % | FT % | RPG | APG | SPG | BPG |
| ------- | -------- | -- | -- | ----- | ---- | ---- | ---- | ---- | ---- | --- | --- | --- | --- |
| 2012-13 | Würzburg | 1  | 0  | 20:12 | 11,0 | 50,0 | 66,7 | 57,1 | 25,0 | 4,0 | 0,0 | 3,0 | 0,0 |
| 2013-14 | Würzburg | 14 | 1  | 3:45  | 0,9  | 33,3 | 20,0 | 27,3 | 83,3 | 0,7 | 0,2 | 0,0 | 0,0 |
| 2015-16 | Würzburg | 22 | 6  | 10:16 | 3,4  | 50,0 | 43,8 | 48,0 | 82,6 | 1,7 | 0,9 | 0,1 | 0,3 |
| 2016-17 | Würzburg | 30 | 19 | 17:53 | 4,3  | 51,6 | 30,0 | 43,1 | 70,0 | 2,5 | 0,9 | 0,5 | 0,6 |
| 2017-18 | Jena     | 34 | 27 | 19:42 | 7,4  | 57,7 | 37,6 | 47,9 | 76,6 | 3,0 | 0,7 | 0,6 | 0,5 |
| 2018-19 | Ulm      |    |    |       |      |      |      |      |      |     |     |     |     |

### BBL play-off
| Saison  | Team     | GP | GS | MPG   | PPG | 2P % | 3P % | FG % | FT % | RPG | APG | SPG | BPG |
| ------- | -------- | -- | -- | ----- | --- | ---- | ---- | ---- | ---- | --- | --- | --- | --- |
| 2015-16 | Würzburg | 3  | 3  | 13:51 | 3,3 | 30,0 | 50,0 | 33,3 | 50,0 | 1,7 | 0,0 | 0,3 | 0,3 |